# Костюрин, Виктор Фёдорович
Виктор Фёдорович Костюрин (рев. прозвище — Алёша Попович; 1853—1918) — русский революционер, журналист, литератор.

## Биография
Родился в 1853 году. В начале 1870-х годов примыкал к народническому движению чайковцев, позднее «стал „бунтарём“». После «процесса 193» сослан на Кару, где отбывал каторгу. Затем перевёлся в Якутскую область на поселение.
Из Якутской области переехал в Тобольск, став активным общественником города: участвовал в деятельности культурных обществ, сотрудничал с либеральной прессой.
На протяжении 20 лет был ведущим работником тобольской газеты «Сибирский листок». Автор многочисленных корреспонденций и статей о сибирской жизни, публиковавшихся в «Русских ведомостях» и других периодических изданиях.
В 1906 году один из этапов жизни революционера описал в журнале «Былое» М. Ф. Фроленко («Побег Алёши Поповича»). Впоследствии биографический очерк этого автора о Костюрине напечатало «Общество политкаторжан» (М, 1928).